# Paul Schäfer
Paul Schäfer, (Bonn, 4 december 1921 - Santiago, 24 april 2010) was een Duits kerkelijk jeugdwerker en na de oorlog werd hij bekend als sekteleider van de Colonia Dignidad, later onder de naam Villa Baviera. 
Schäfer was lid van de Hitlerjugend en diende in de Tweede Wereldoorlog in het Duitse leger als hospik, waar hij later de rang van korporaal bereikte.
Na de oorlog, richtte hij in 1959 een evangelische organisatie op die bedoeld was als liefdadigheidsinstelling, maar in 1961 vluchtte hij weg uit Duitsland toen hij werd beschuldigd van kindermisbruik. Hij vestigde zich vervolgens in Chili waar de toenmalige president Jorge Alessandri Rodríguez hem toestemming gaf de Colonia Dignidad te stichten op een boerderij buiten Parral. Het vond oorspronkelijk zijn basis in het anticommunisme.
Paul Schäfer verdween op 20 mei 1997 na zesentwintig aangiftes van seksueel misbruik van kinderen. Hij werd eind 2004 bij verstek veroordeeld. Op 10 maart 2005 werd hij (bijna acht jaren na zijn vlucht) gevonden in een voorstad genaamd Las Acacias op 40 kilometer afstand van Buenos Aires in Argentinië. Na twee dagen van onderhandelingen tussen de regeringen van Chili en Argentinië, werd hij uiteindelijk teruggestuurd naar Chili waar hij moest verschijnen voor een hoorzitting bij de rechtbank. Hij werd daar vervolgd voor zijn betrokkenheid bij de verdwijning van de politiek activist Juan Maino in 1976 en hij bleef in gevangenschap tot aan zijn dood. 
Daarnaast werd een strafrechtelijk onderzoek tegen hem gestart inzake de verdwijning van Boris Weisfeiler en vermeende schendingen van mensenrechten die hij had begaan tijdens het regime van Augusto Pinochet van 1973 tot 1990, en werd hij gezocht door Duitsland en Frankrijk in verband met eerdere betrokkenheid bij kindermisbruik. 
Op 20 mei 2006 werd hij veroordeeld tot een gevangenisstraf van twintig jaar wegens het seksueel misbruik van vijfentwintig kinderen en moest 770 miljoen Chileense peso's betalen (ongeveer 1,5 miljoen euro) aan elf minderjarigen. Paul Schäfer werd schuldig bevonden op twintig aanklachten van seksueel misbruik en op vijf aanklachten van verkrachting van kinderen, waarbij alle feiten waren gepleegd tussen 1993 en 1997. 
Op 24 april 2010 overleed Paul Schäfer op 88-jarige leeftijd in het penitentiair ziekenhuis van de gevangenis van Santiago waar hij nog steeds vastzat. Later werd bekend, dat hij leed aan ernstige hartklachten.